# ستيفان كوليت
ستيفان كوليت (بالفرنسية: Stéphane Collet)‏ هو لاعب كرة قدم فرنسي في مركز الوسط، ولد في 13 يونيو 1972 في أنتسيرانانا في مدغشقر. شارك مع منتخب مدغشقر لكرة القدم. أما مع النوادي، فقد لعب مع ريال سوسيداد ب وريال سوسيداد ونادي ستراسبورغ ونادي لانس ونادي نيس.

## وصلات خارجية
- ستيفان كوليت على موقع قاعدة بيانات كرة القدم.إي يو (الإنجليزية)
- ستيفان كوليت على موقع ناشيونال فوتبول تيمز (الإنجليزية)